# Topolino e la caccia all'anatra
Topolino e la caccia all'anatra (The Duck Hunt) è un film del 1932 diretto da Burt Gillett. È un cortometraggio animato della serie Mickey Mouse, prodotto dalla Walt Disney Productions e uscito negli Stati Uniti il 28 gennaio 1932, distribuito dalla Columbia Pictures. Il film non è stato doppiato in italiano.

## Trama
Topolino e Pluto vanno a caccia di anatre, ma esse si nascondono. I due allora improvvisano una parata, attirando così allo scoperto le anatre che si uniscono a loro. Appena Topolino si volta, però, le anatre volano via. Topolino allora le attira mettendo in testa a Pluto un'anatra finta come richiamo e facendolo immergere in acqua. Topolino però è piuttosto maldestro: prima starnutisce facendo volare via tutte le anatre, poi spara per errore alla sua barca facendola affondare. Le anatre lo vedono e smascherano Pluto. Per vendicarsi, le anatre afferrano Topolino e Pluto e volano via. In aria, Topolino e Pluto si scontrano con mulini a vento e tetti, e infine cadono nella biancheria appesa ad un cavo.

## Edizioni home video

### DVD
Il cortometraggio è incluso nel DVD Walt Disney Treasures: Topolino in bianco e nero.